# 谢苗·泽连斯基
谢苗·伊万诺维奇·泽连斯基（烏克蘭語：Семен Іванович Зеленський，羅馬化：Semen Ivanovych Zelenskyi，羅馬化：Semyon Ivanovich Zelenskiy；1924年5月5日—1993年6月10日），苏联红军军人，乌克兰第六任总统弗拉基米尔·泽连斯基的祖父和克里維里赫经济研究所教授亞歷山大·澤倫斯基的父亲。

## 生平
谢苗·泽连斯基在1924年5月5日出生于克里维里赫，他在第二次世界大战期间担任迫击炮排长，之後轉到近卫步兵第57师第174步枪连擔任连长，并在1944年获得两枚红星勋章。他以近卫军中尉军衔退伍。谢苗的父亲和他的三个兄弟被納粹德國杀害。 二戰結束退役後加入苏联内务部下轄的克里維里赫警察局擔任刑事调查局副局长。